# Shanna Moakler
Shanna Lynn Moakler (ur. 28 marca 1975 w Providence) – amerykańska aktorka i modelka. W 1995 roku zwyciężyła w konkursie Miss New York USA, a następnie została pierwszą wicemiss w konkursie Miss USA 1995. Po wygranej Chelsi Smith w konkursie Miss Universe 1995, Moakler objęła tytuł Miss USA. W grudniu 2001 roku została wyróżniona tytułem Playmate miesiąca magazynu Playboy.
W 1998 roku występowała jako stała członkini obsady serialu Niebieski Pacyfik emitowanego przez USA Network. W 2005 roku zagrała samą siebie w reality show Meet the Barkers, przedstawiającym jej życie z ówczesnym mężem Travisem Barkerem, perkusistą zespołu Blink-182. W 2010–2011 roku prowadziła program Bridalplasty na kanale E! Entertainment. W 2006 roku wzięła udział w trzeciej edycji programu Dancing with the Stars, odpadając w drugim tygodniu rywalizacji. W styczniu 2014 roku dołączyła do obsady reality show VH1 Hollywood Exes.
Od 2012 roku Moakler pełni funkcję producenta wykonawczego konkursu Miss Nevada USA, po tym jak w 2011 roku dołączyła do organizacji jako dyrektorka. W 2018 roku przejęła także franczyzę Miss Utah USA.

## Życiorys
Moakler urodziła się w Providence w stanie Rhode Island jako córka Johna W. Moaklera III i Gail R. Figueiredo. Jej ojciec ma korzenie irlandzkie, angielskie i niemieckie, natomiast matka jest pochodzenia portugalskiego (z Azorów) i polskiego. Ma dwóch starszych braci oraz miała starszą siostrę, Michelle Tucker, która zmarła w 2012 roku na raka płuc w wieku 50 lat. Uczęszczała do Barrington High School, a po ukończeniu liceum przeprowadziła się do Miami, by rozpocząć karierę modelki. Następnie przeniosła się do Nowego Jorku, gdzie kontynuowała pracę w branży modowej, pojawiając się w licznych magazynach. W późniejszych latach osiedliła się w Los Angeles, aby rozwijać karierę aktorską i telewizyjną.